# Lac de Giulianello
Le lac de Giulianello (en italien : lago di Giulianello ou lago la Torre) est un lac d'Italie centrale, situé dans les monts Albains, dans la région Latium. D'origine volcanique, ce lac s'est constitué dans un cratère éteint et s'étend sur 0,12 km2.

## Géographie
Le lac de Giulianello est le troisième lac volcanique des monts Albains après le lac d'Albano et le lac de Nemi. Il se situe à 30 km au sud-est de Rome, administrativement rattaché à Artena entre les communes de Velletri et Cori. Il a un périmètre ovale d'environ 1,5 km.